# Dicentra canadensis
Dicentre du Canada, Dicentre capuchon-rose
Espèce
Classification APG III (2009)
Dicentra canadensis, le Dicentre du Canada ou Dicentre capuchon-rose, est une espèce de plantes à fleurs de la famille des Papaveraceae, originaire de l'Est de l'Amérique du Nord, à fleurs blanches aux formes étranges et à feuilles finement divisées.

## Systématique
Le nom scientifique complet (avec auteur) de ce taxon est Dicentra canadensis (Goldie) Walp. L'espèce a été initialement classée dans le genre Corydalis sous le basionyme Corydalis canadensis Goldie.
Ce taxon porte en français les noms vernaculaires ou normalisés « Dicentre du Canada », ou « Dicentre capuchon-rose ».
Dicentra canadensis a pour synonymes :
- Bicuculla canadensis (Goldie) Millsp.
- Bikukulla canadensis (Goldie) Druce
- Capnorchis canadensis (Goldie) Kuntze
- Corydalis canadensis Goldie
- Diclytra canadensis (Goldie) DC.
- Diclytra canadensis G.Don
- Dielytra canadensis (Goldie) G.Don

## Description
Le Dicentre du Canada présente de petites bulbilles jaunes groupées (ressemblant à peu près à des grains de maïs), des feuilles finement disséquées et des fleurs blanches en forme de cœur. C'est un éphémère printanier, qui s'épanouit et fleurit au printemps et entre en dormance en été,.

## Reproduction
Cette espèce est vivace et fleurit au printemps, peu après Dicentra cucullaria .

## Habitat, distribution
Elle pousse dans l'érablière à caryer et l'érablière laurentienne. On la rencontre dans les Basses-Terres du Saint-Laurent et en Beauce. Cette dicentre est moins nordique que Dicentra cucullaria .

## Écologie
Les différentes espèces de dicentres forment rapidement leurs feuilles, leurs fleurs ainsi que leurs fruits au printemps. Elles disparaissent ensuite, ne laissant aucune trace à la surface du sol en été. Seules les parties souterraines subsistent d'une année à l'autre. La dicentre du Canada pousse souvent en compagnie de la dicentre à capuchon.

## Toxicité
Comme d’autres plantes du même genre, D. canadensis contient des alcaloïdes de type isoquinoline. Des intoxications du bétail ont été signalées, mais aucun décès humain.